# 托拉尔夫·斯科伦
托拉尔夫·阿尔伯特·斯科伦（挪威語：Thoralf Albert Skolem，1887年5月23日—1963年3月23日），又译司寇仑。是一位挪威数学家。主要研究领域为集合论和数理逻辑，在丟番圖方程和群论方面也有贡献。

## 生平
斯科伦父亲是小学教师，但家中大部分人务农为生。斯科伦在克里斯蒂安尼亞（今奥斯陆）上中学，1905年参加大学入学考试，进入奥斯陆大学学习数学。
1909年斯科伦成为物理学家克里斯蒂安·伯克兰的助手。1913年，斯科伦通过国家考试及题为《逻辑代数探索》的答辩。1915年冬季学期前往当时的数学中心哥廷根大学。1918年被聘为奥斯陆大学数学系讲师。1926年他提交了题为《
关于某些代数方程和不等式的积分解的一些定理》的博士论文，导师为阿克塞尔·图厄。1927年同 Edith Wilhelmine Hasvold成婚。1930年到卑尔根Chr. Michelsen 研究所任研究助理，1938年回到奥斯陆大学任教授，讲授研究生的数论和代数课程。斯科伦指导的研究生有奥斯丁·欧尔。

## 数学成就
斯科伦共发表过180多篇论文 ，涉及丢番图方程、群论、集合论和数理逻辑等领域。因为论文多数在挪威期刊上发表，国际影响有限，有时有成果几年后被其他学者再次发现的情况，一个例子是斯科伦-诺特定理，诺特在斯科伦于1927年发表后几年独立的再次发现。
斯科伦是模型论的先驱，1920年他简化了勒文海姆1915年的证明：如果一阶可数理论有一个无穷模型，则它必有一可数模型，这个命题后被称为勒文海姆–斯科伦定理。当时他使用了选择公理，但1922和1928年他用柯尼格引理代替了选择公理。值得注意的是他和勒文海姆在这些证明中都用的是皮尔斯和施罗德的符号，而不是皮亚诺及数学原理中用的后来更为通用的记号。

## 外部連結
- 約翰·J·奧康納; 埃德蒙·F·羅伯遜, ,  （英语）
- 托拉尔夫·斯科伦在數學譜系計畫的資料。
- Fenstad, Jens Erik, 1996, "Thoralf Albert Skolem 1887-1963: A Biographical Sketch （页面存档备份，存于）," Nordic Journal of Philosophical Logic 1: 99-106.